# Calosphaeriales
Calosphaeriales es un orden de hongos en la clase Sordariomycetes que contiene dos familias. Son saprofitos y tienen cuerpos fructíferos pequeños.

## Taxonomía
- Familia Calosphaeriaceae
  - Calosphaeria
  - Calosphaeriophora
  - Jattaea
  - Kacosphaeria
  - Pachytrype
  - Phaeocrella
  - Phragmocalosphaeria
  - Togniniella
  - Wegelina
- Familia Pleurostomataceae
  - Pleurostoma
  - Pleurostomophora
- incertae Sedis
  - Conidiotheca
  - Sulcatistroma